# Amiota communis
Amiota communis este o specie de muște din genul Amiota, familia Drosophilidae, descrisă de Chen și Steyskal în anul 2004.
Este endemică în Michigan. Conform Catalogue of Life specia Amiota communis nu are subspecii cunoscute.